# Mitsubishi Minica
Der Mitsubishi Minica ist ein Kleinstwagen in der japanischen Kei-Car-Klasse, den Mitsubishi Motors ab Oktober 1962 in acht Generationen produzierte. Der Minica rundete die Modellpalette von Mitsubishi nach unten ab. Der erste Minica war eine 2-türige Stufenhecklimousine und basierte auf dem von 1961 bis 1969 gebauten Lieferwagen Mitsubishi 360. Eine Coupé-Variante der zweiten Generation namens Skipper war von 1971 bis 1974 erhältlich. 1990 wurde eine Hochdachvariante des Minica als neue Baureihe eingeführt, die anfangs Mitsubishi Minica Toppo hieß, später jedoch nur noch Mitsubishi Toppo. Seit 2011 bietet Mitsubishi in der Kei-Car Klasse  nur noch den Mitsubishi eK an.

## Minicab A100/101,A100/101VH-A104/105VJ-A106V 1969–1973 / Minicab Skipper 1971–1974, Minicab Van 1969–1981

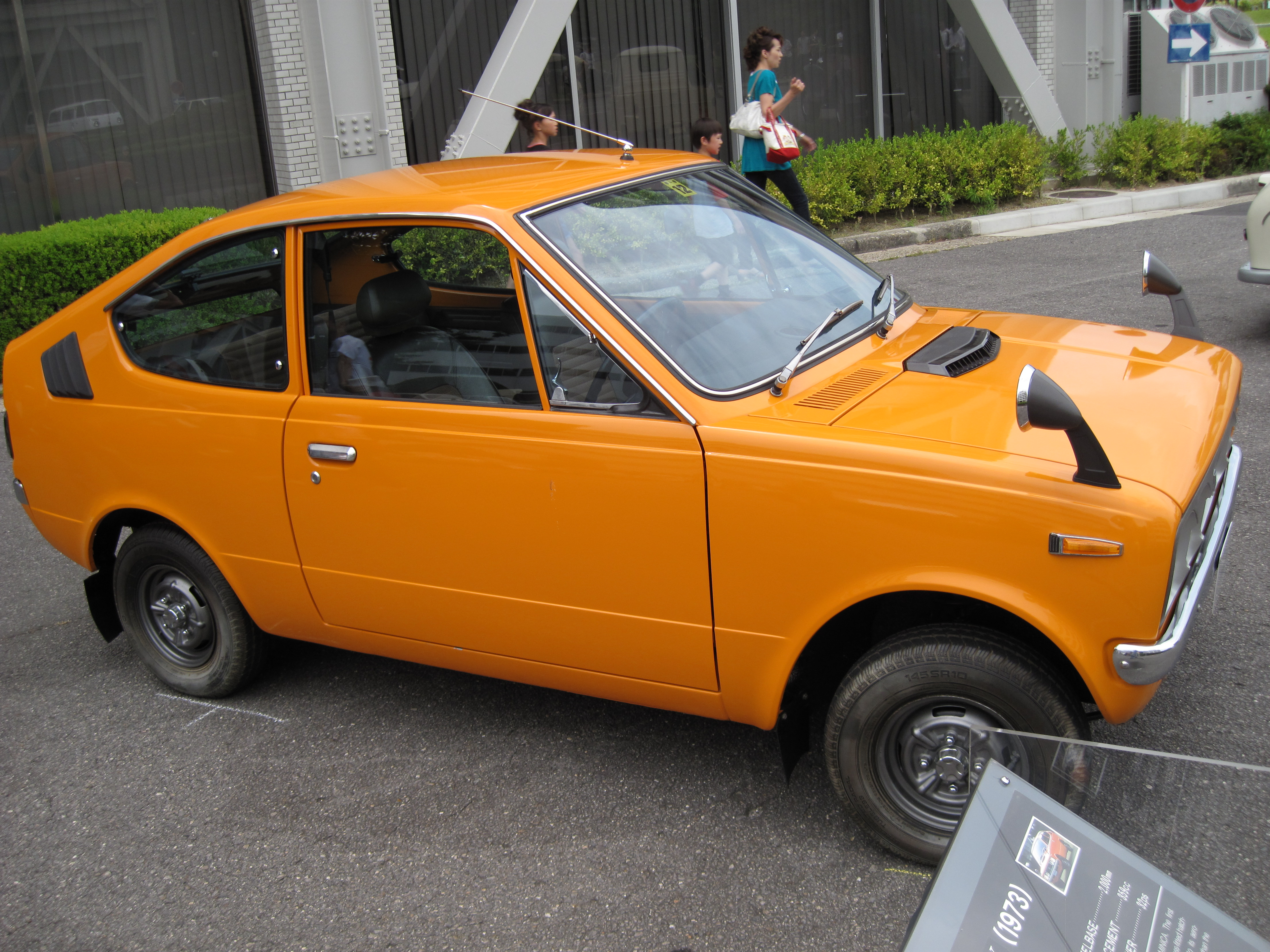
Skipper
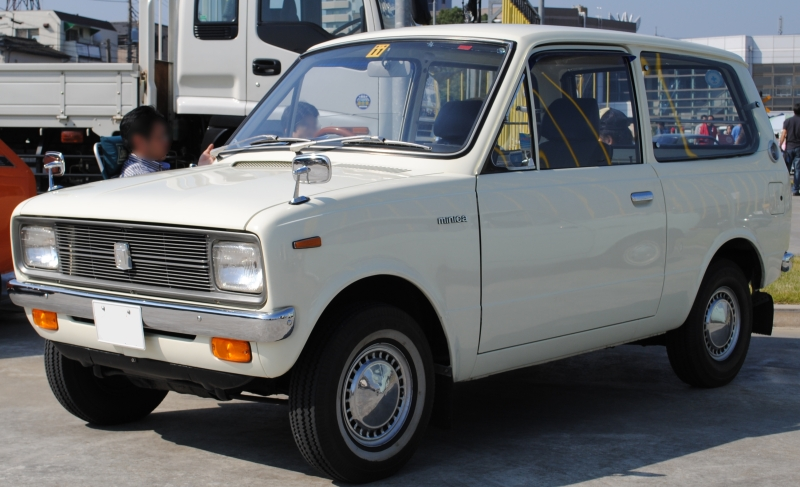
Minica Van

## Minicab H31AH32A/VH36 AH37A/V 1993–1998
Im September 1993 wurden die siebte Generation drei- und fünftüriger Minica sowie der Mitsubishi Minica Toppo eingeführt. Hierbei wurde der Radstand verlängert. Den Antrieb übernahm nun ein 659 cm³-Vierzylinder-Motor, wahlweise auch mit Turbolader. Der Minivan Toppo war nun auch mit zwei Türen auf der Beifahrerseite erhältlich. Ab Januar 1997 gab es auch Versionen des Minica und Toppo mit Retro-Stil Elementen als „Town Bee“-Modelle, die auch exportiert wurden nach Taiwan als Mitsubishi Towny.

## Minicab (3-türer) H42A/47A 1998–2007, H42V/47V (5-Türer) 1998–2011
Die vergrößerte achte Generation startete im Oktober 1998 mit Verbundlenker-Hinterachse und optional mit Allradantrieb. Der einzig verfügbare Benzinmotor war ein 657 cm³ Dreizylinder mit obenliegender Nockenwellen und vier Ventilen pro Zylinder. Auf der Basis der 8. Generation startete auch der Mitsubishi Toppo BJ. Ab Januar 1999 war wiederum eine Retroversion erhältlich und ab Oktober 1999 gab es auch einen 659 cm³ Vierzylindermotor mit Turbolader. Im Dezember 1999 startete der Mitsubishi Pistachio auf Basis des Minica mit einem 1094 cm³ Benzinmotor und Direkteinspritzung.
Seit Oktober 2001 ist ein Fünftüriger Hochdachkombi auf Basis des Minicab, der Mitsubishi eK erhältlich. Nachdem Mitsubishi 2011 die Produktion und den Verkauf des Minica einstellte, ist der eK mittlerweile das einzige Modell des Herstellers in der Kei-Car Klasse.